# ジャブラ
ジャブラ (アラビア語: جبلة ジャブレ、Ǧabla、英語: Jableh, Jablah) はシリア・ラタキア県の地中海に面した地域にある都市である。2003年時点の人口は約61,181人、2013年時点の人口は77,186人となっている。

## 概要

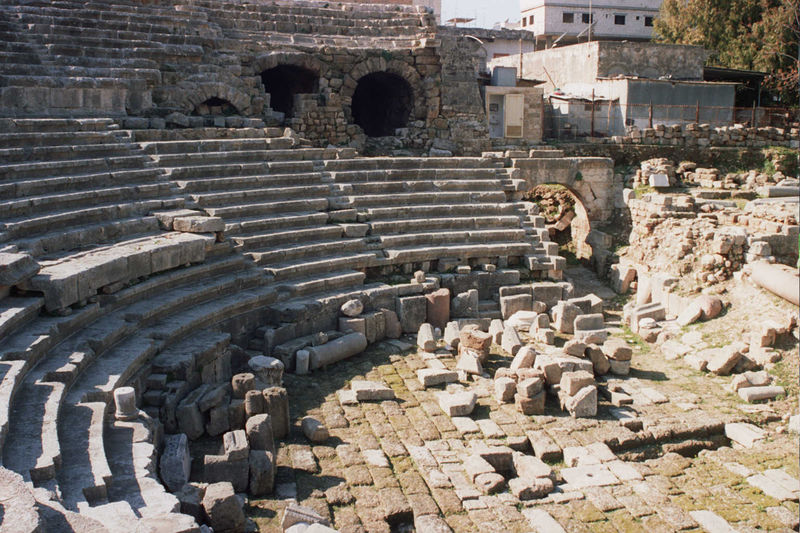
ジャブラにあるローマ帝国時代の劇場跡

古代には、ジャブラは重要なローマ帝国の都市であり、ガバラ（Gabala）と呼ばれていた。この時代の主な遺跡の一つである円形闘技場がジャブラには残っている。この円形闘技場は約7,000人の観衆を収容したとされる。また、海岸周辺には鉄器時代やフェニキア時代頃と推定される遺跡がある。
市中心部より1km以内の地点には古代遺跡があり、今日ではテル・トウェイニとして知られている。この街には紀元前3000年頃からペルシア帝国時代まで人々が暮らしていた。
ジャブラは1189年の第3回十字軍の際にサラーフッディーンに奪還されるまで、十字軍国家の一つアンティオキア公国の一部であり、西洋人にはギベルム（Gibellum）と呼ばれた。 街の主教はエデッサ伯国の陥落及びプレスター・ジョンの存在をエウゲニウス3世に伝えたとされている。
ジャブラはスーフィズム (イスラム神秘主義)初期の禁欲主義者として有名なスルターン・イブラーヒーム・イブン・ アドハムの出身地であり、彼の墓やモスクがある。
ジャブラは現代アラビア語詩人の先駆者であるアドニスの出身地でもある。また、ジャブラはラタキアからキプロスまでの約110kmを泳いで渡り、1日長距離遠泳の世界記録を樹立した「Firas Mouala (Feras Mouala)」の出身地でもある。
フランス委任統治領シリアにおいて抵抗運動を行った政治家イッズッディーン・アル＝カッサームもまたジャブラの出身である。彼はパレスチナにおいてもイギリス委任統治領パレスチナにおけるイギリス統治に対して革命運動を起こし、武装組織「黒い手」を組織した。アル＝カッサムはパレスチナ解放運動のキーマンと言える存在であり、現代のイスラム原理主義組織ハマースでは軍事部門に対して彼から名前を取りイッズッディーン・アル＝カッサーム旅団と名付けている。
2011年に起こったシリア内戦では、反体制派によるデモが続く中、治安部隊がスンナ派住民居住区で発砲し、9人が死亡する事件が発生している。

## 経済
ジャブラの住民の大部分は農業を生業にしており、オレンジやレモン、オリーブなどの果樹園や様々な野菜農園を見ることができる。また、ジャブラの中心街では貿易やオレンジジュースや綿などの加工産業も行われている。
ジャブラにはAl-Kurnishと呼ばれるビーチがあり、多くの観光客が訪れる。

## スポーツ
サッカークラブのジャブラSCがシリアリーグ2部に参加している。本拠地はアル・バアス・スタジアム、収容人数は10,000人である。

## 著名な出身者
- サマル・ヤズベク（小説家、ジャーナリスト）